# Das törichte Herz
Das törichte Herz è un film muto del 1919 prodotto e diretto da Erik Lund che aveva come protagonista femminile la giovanissima moglie del regista, l'attrice Eva May.

## Produzione
Il film fu prodotto dalla Ring-Film GmbH

## Distribuzione
Vietato ai minori con il visto di censura B.01699 in data luglio 1919, il film venne presentato in prima al Biophon di Berlino il 1º agosto 1919.